# Rygiel

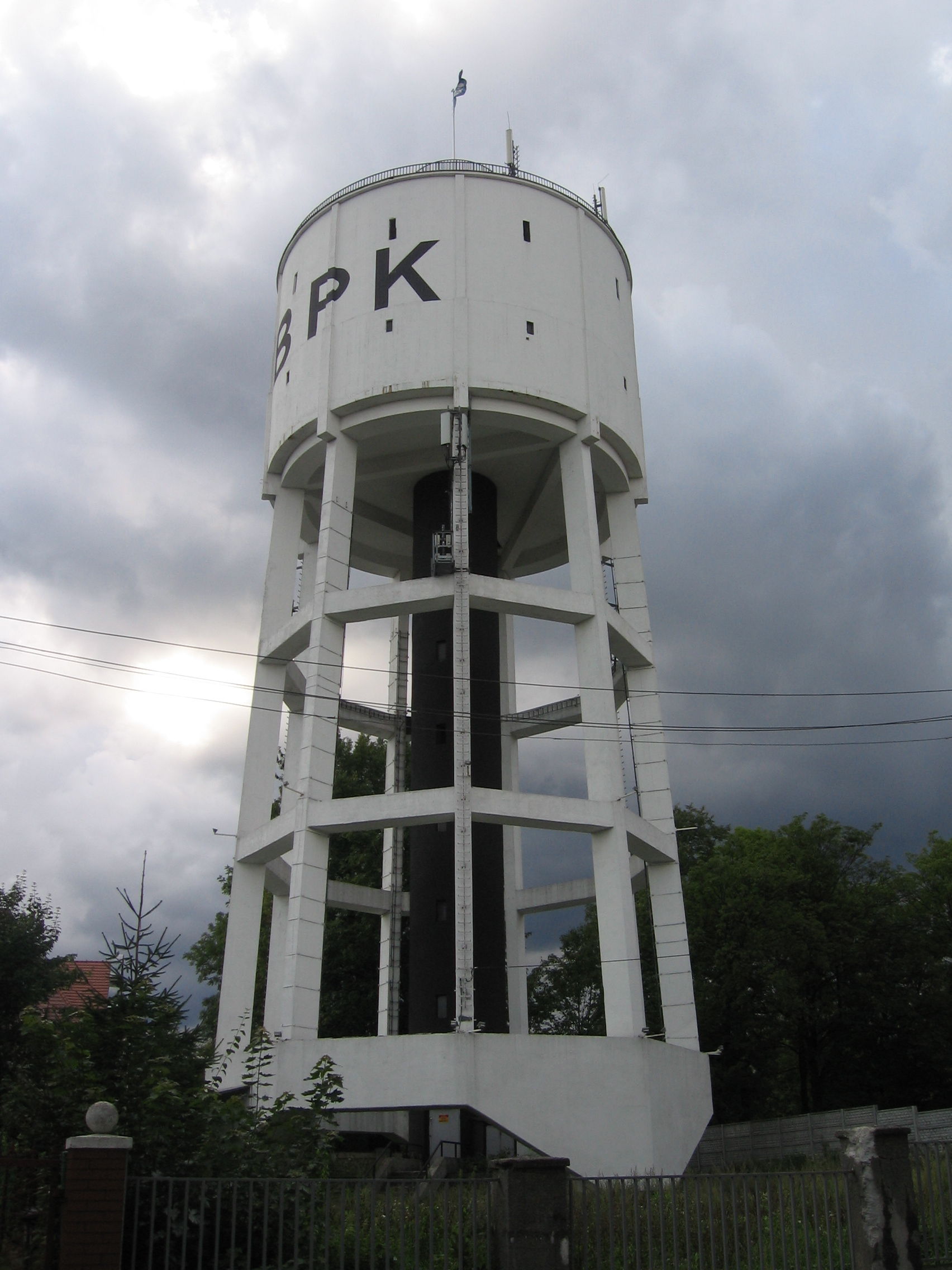
Słupy wieży ciśnień połączone ryglami

Rygiel – w budownictwie, przeważnie poziomy element konstrukcyjny, belka rozpięta pomiędzy dwoma słupami. W budownictwie drewnianym określany również jako rozwora.
Współcześnie nazywa się tak przede wszystkim belki o konstrukcji żelbetowej lub stalowej, wykorzystywane w konstrukcji szkieletowej budynków.